# Sojat
Sojat é uma cidade e um município no distrito de Pali, no estado indiano de Rajastão.

## Geografia
Sojat está localizada a 25° 55′ N, 73° 40′ L. Tem uma altitude média de 257 metros (843 pés).

## Demografia
Segundo o censo de 2001, Sojat tinha uma população de 38,877 habitantes. Os indivíduos do sexo masculino constituem 52% da população e os do sexo feminino 48%. Sojat tem uma taxa de literacia de 58%, inferior à média nacional de 59.5%: a literacia no sexo masculino é de 71% e no sexo feminino é de 43%. Em Sojat, 17% da população está abaixo dos 6 anos de idade.